# Symfonie nr. 4 (Matthews)
David Matthews componeerde zijn Symfonie nr. 4 opus 51 in de jaren 1989 en 1990. Het is een van de weinige symfonieën die uitgegeven zijn op een cd-single. De eerste uitvoering kwam tot stand op 28 mei 1991 door het English Chamber Orchestra, ook opdrachtgever, onder leiding van Mark Wigglesworth in het Barbican Center. Het werk is opgedragen aan Quintin Ballardie, een altviolist.

## Delen
1. Light and Flowing (6:19¹)
2. Hard driving and rhythmic (3:59)
3. Andante con moto (5:40)
4. Fast tango, slightly manic (3:03)
5. Adagio – Allegro vicace (8:07)

- ¹De tijden worden als indicatie voor de onderlinge lengtes meegegeven, maar verschillen van uitvoering tot uitvoering.

## Orkestratie
- 1 dwarsfluit/piccolo, 2 hobo’s waarvan nummer 2 ook althobo, 0 klarinetten en 2 fagotten;
- 2 hoorns, 0 trompetten, 0 trombones, 0 tuba
- geen percussie
- 6 eerste violen, 5 tweede violen, 4 altviolen, 3 celli, 2 contrabassen.

Deze lichte instrumentatie is terug te voeren op de symfonieën van Joseph Haydn, die ook wel voor deze combinatie componeerde. De muziek heeft behalve haar lichtheid van klank niets van doen met de muziek van Haydn. De toonaard van deel een verschuift regelmatig en gaat van C majeur, naar Cis majeur en eindigt op Es. Deel een klinkt meer als een concerto grosso dan op een symfonie; elk instrument heeft een solo dan wel speelt samen met de anderen. De hoorn heeft een belangrijke stem in dit deel, net als in het einddeel. Deel twee is het scherzo en is een bewerking van deel uit zijn strijkerstrio uit 1989, aldus de componist. Deel drie is een soort instrumentaal lied, waarbij de eerste hoorn de melodie voert en begeleid wordt door de strijkinstrumenten; de overigen hebben tacet. Het meest eigenaardigste deel is deel 4. Het is een vrij snelle tango, die deels geïmporteerd is uit zijn vorige opus; een serie tango’s met verschillende instrumentaties. Deze snelle en overigens niet zo droeve tango zou als muziekvorm niet in een symfonie passen, maar door de lichtheid van klank past het als deel in deze symfonie. De finale is het meest klassiek in zijn constructie. Zaken uit de voorgaande delen komen eerst in een langzaam tempo terug en leiden naar de vlotte finale.
David heeft de jaren 60 meegewerkt om de tiende symfonie van Gustav Mahler geschikt te maken voor uitvoering (hij, zijn broer Colin, en Deryck Cooke spreken liever niet van voltooiing). Deze muziek is ver verwijderd van hoe Mahler een symfonie zag, maar toch zijn er soms raakvlakken, zoals de lang aangehouden noot door de strijkers in het eerste deel; die lijkt zo uit die tiende symfonie overgestapt. Ook in andere delen vindt men kleine stukjes Mahler terug, behalve natuurlijk in het vierde deel, de tango.

## Discografie
- Uitgave Collins Recordings 20062: East of England Orchestra o.l.v. Malcolm Nabarro
- NMC Recordings 084: idem met andere werken; uitgave in 2001

In september 1993 werden de plaatopnamen gemaakt voor deze symfonie in de grote hal van de universiteit van Nottingham. Ze verschenen in 1994 op het kleine platenlabel Collins Recordings dat toentertijd befaamd was vanwege hun uitgiftes binnen de nieuwe klassieke muziek uit Engeland. Het label kwam snel op en was ook weer snel verdwenen. De opname van NMC Recordings is een heruitgifte; saillant detail is dat de baas van NMC Colin Matthews is; de broer van de componist. Colin heeft echter anno 2009 nog geen symfonie uitgebracht; David staat dan op zes.